# Домингес, Марсело Фабиан
Марсело Фабиан Домингес (исп. Marcelo Fabian Dominguez; род. 15 января 1970, Буэнос-Айрес, Аргентина) — аргентинский боксёр-профессионал, выступающий в супертяжелой весовой категории. Временный чемпион мира в первом тяжёлом весе (по версии WBC, 1995 года). Чемпион мира в первом тяжёлом весе (по версии WBC, 1996—1998 года).

## Профессиональная карьера
Дебютировал на профессиональном ринге в октябре 1991 года. В 1993 году завоевал титул чемпиона Аргентины в первом тяжёлом весе.
3 декабря 1993 года вышел на ринг с чемпионом мира по версии WBC, боксёром из ДР Конго, Анаклетом Вамбой. Бой был очень близким, но решением большинства судей победу присудили Вамбе, и Домингес потерпел первое поражение на профи ринге.
Вскоре после боя с Домингесом, Вамба завершил карьеру и в июле 1995 года Домингес завоевал титул временного чемпиона мира по версии WBC. В октябре 1995 года в защите титула, Домингес нанёс первое поражение россиянину Сергею Кобозеву.
В 1996 году Домингес победил боксёра Патрисе Аусури и завоевал полноценный титул чемпиона мира. В феврале 1998 года в третьей защите титула проиграл по очкам кубинскому боксёру, Хуану Карлосу Гомесу. Через год безуспешно попытался взять реванш, но также проиграл по очкам.
В 1999 году перешёл в супертяжёлый вес.
В 2000 году победил бразильца Джорджа Ариса, а в 2001 году Джо Гомеса.
21 июля 2001 года вернулся в первый тяжёлый вес ради чемпионского боя с американцем, Джонни Нельсоном.
В 2002 году в бою за титул чемпиона Южной Америки в супертяжёлом весе победил аргентинца Фабио-Эдуардо Моли
В 2004 году проиграл по очкам в восьмираундовом бою, Николаю Валуеву. В этом же году проиграл по очкам близким решением непобеждённому немецкому боксёру Ченгизу Кочу.
В 2005 году снова встретился с Фабио-Эдуардо Моли и снова победил его.
В июле 2006 года снова спустился в первый тяжёлый вес ради чемпионского боя и проиграл нокаутом британцу, Энцо Маккаринелли.
После поражения завершил боксёрскую карьеру, но вернулся на профессиональный ринг в 2013 году.